# Joachim Szulc
Joachim Marian Szulc (ur. 1 maja 1954, zm. 29 stycznia 2020) – polski geolog, prof. dr hab.

## Życiorys
1 października 1984 obronił pracę doktorską Sedymentacja czwartorzędowych martwic wapiennych Polski Południowej, 13 marca 2001 habilitował się na podstawie pracy Rekonstrukcja środkowotriasowej ewolucji basenu północnej Perytetydy na tle rozwoju Oceanu Tetydy. 17 czerwca 2009 nadano mu tytuł profesora w zakresie nauk o Ziemi.
Objął funkcję profesora zwyczajnego w Instytucie Nauk Geologicznych na Wydziale Geografii i Geologii Uniwersytetu Jagiellońskiego, oraz członka Komitetu Nauk Geologicznych na III Wydziale Nauk Ścisłych i Nauk o Ziemi Polskiej Akademii Nauk.
Był dyrektorem Instytutu Nauk Geologicznych na Wydziale Biologii i Nauk o Ziemi Uniwersytetu Jagiellońskiego.
Piastował pięciokrotnie stanowisko radnego Rady Miejskiej w Zawadzkiem, a także przewodniczącego Sekcji Speleologicznej Polskiego Towarzystwa Przyrodników im. Kopernika.
Zmarł 29 stycznia 2020, pochowany na cmentarzu parafii Matki Boskiej Bolesnej w Żędowicach (gm. Zawadzkie)).